# America, America
America, America é um filme estadunidense de 1963, do gênero drama, escrito, dirigido e produzido por Elia Kazan. A fotografia é de Haskell Wexler.
O filme é um retrato dos imigrantes no final do século XIX. Kazan baseou o argumento nos acontecimentos vividos por um tio.
Entre os filmes que dirigiu, era considerado o preferido de Elia Kazan.
Teve um elenco formado quase que exclusivamente por atores desconhecidos.
Também é conhecido pelo título The Anatolian Smile.

## Sinopse
O grego Giallelis está farto da opressão turca e sonha em imigrar para a América, mas o sonho não é muito fácil de realizar. Finalmente ele consegue, mas o país para onde vai torna-se um pesadelo.

## Elenco
- Stathis Giallelis .... Stavros Topouzoglou
- Frank Wolff .... Vartan Damadian
- Elena Karam .... Vasso Topouzoglou
- Lou Antonio .... Abdul
- John Marley .... Garabet
- Estelle Hemsley .... avó Topouzoglou
- Katharine Balfour .... Sophia Kebabian
- Harry Davis .... Isaac Topouzoglou
- Gregory Rozakis .... Hohannes Gardashian
- Salem Ludwig .... Odysseus Topouzoglou
- Paul Mann .... Aleko Sinnikoglou
- Linda Marsh .... Thomna Sinnikoglou
- Joanna Frank .... Vartuhi

## Principais prêmios e indicações
Oscar 1964 (EUA)
- Venceu nas categorias de melhor direção de arte - preto e branco.
- Indicado nas categorias de melhor filme, melhor diretor e melhor roteiro original.

Globo de Ouro 1964 (EUA)
- Venceu nas categorias de melhor diretor e melhor ator estreante (Stathis Giallelis).
- Indicado nas categorias de melhor filme - drama, melhor filme que promova o entendimento, melhor ator - drama (Stathis Giallelis), melhor ator coadjuvante (Paul Mann e Gregory Rozakis) e melhor atriz coadjuvante (Linda Marsh).

Premios Sant Jordi 1965 (Espanha)
- Venceu na categoria de melhor filme estrangeiro.